# Fed Cup 2012 – baráž 2. skupiny Americké zóny
Baráž 2. skupiny Americké zóny ve Fed Cupu 2012 představovala čtyři vzájemná utkání mezi týmy, které obsadily stejné pořadí v bloku A a B. Vítězové zápasů družstev z prvních dvou příček bloků, kdy první se v obou případech utkal s druhým, postoupili do 1. skupiny Americké zóny pro rok 2013. Družstva, která se umístila na třetím a čtvrtém místě obou bloků spolu sehrála vzájemný zápas o konečné umístění ve skupině. 
Hrálo se 21. dubna 2012 v areálu Club San Javier mexického města Guadalajara, a to na otevřených antukových dvorcích. 

## Pořadí týmů
| Poř. | Blok A                 | Blok B    |
| ---- | ---------------------- | --------- |
| 1.   | Trinidad a Tobago      | Chile     |
| 2.   | Guatemala              | Mexiko    |
| 3.   | Ekvádor                | Portoriko |
| 4.   | Dominikánská republika | Uruguay   |
| 5.   | —                      | Kostarika |

## Zápasy o postup
Vítězný tým bloku A sehrál zápas s druhým v pořadí z bloku B, a naopak, o postup do 1. skupiny Americké zóny pro rok 2013.

### Trinidad a Tobago vs. Mexiko
| | Trinidad a Tobago | 0 :                                                                                  | 2   | Mexiko |     |            |
| --- | ----------------- | ------------------------------------------------------------------------------------ | --- | ------ | --- | ---------- |
| Club San Javier, Guadalajara, Mexiko 21. dubna 2012 antuka (venku) |                   |                                                                                      |     |        |     |            |
| \| \| \| \| 1. \| 2. \| 3. \| \| \| -- \| \| ------------------------------------------------------------------------------------ \| --- \| --- \| --- \| ---------- \| \| 1. \| \| Anneliese Roseová Marcela Zacaríasová \| 1 6 \| 1 6 \| \| \| \| 2. \| \| Yolande Leacocková Ana Sofía Sánchezová \| 4 6 \| 6 3 \| 1 6 \| \| \| 3. \| \| Yolande Leacocková / Anneliese Roseová Ana Paula de la Peñaová / Marcela Zacaríasová \| \| \| \| nehrálo se \| \| \| \| \| \| \| \| \| \| \| \| \| \| \| \| \| \| \| \| \| \| \| \| \| \| \| \| \| \| \| \| \| \| \| \| \| \| \| \| \| |                   |                                                                                      |     |        |     |            |
| |                   |                                                                                      | 1.  | 2.     | 3.  |            |
| 1. |                   | Anneliese Roseová Marcela Zacaríasová                                                | 1 6 | 1 6    |     |            |
| 2. |                   | Yolande Leacocková Ana Sofía Sánchezová                                              | 4 6 | 6 3    | 1 6 |            |
| 3. |                   | Yolande Leacocková / Anneliese Roseová Ana Paula de la Peñaová / Marcela Zacaríasová |     |        |     | nehrálo se |
| |                   |                                                                                      |     |        |     |            |
| |                   |                                                                                      |     |        |     |            |
| |                   |                                                                                      |     |        |     |            |
| |                   |                                                                                      |     |        |     |            |
| |                   |                                                                                      |     |        |     |            |

### Chile vs. Guatemala
| | Chile | 2 :                                                                                          | 0   | Guatemala |    |            |
| --- | ----- | -------------------------------------------------------------------------------------------- | --- | --------- | -- | ---------- |
| Club San Javier, Guadalajara, Mexiko 21. dubna 2012 antuka (venku) |       |                                                                                              |     |           |    |            |
| \| \| \| \| 1. \| 2. \| 3. \| \| \| -- \| \| -------------------------------------------------------------------------------------------- \| --- \| --- \| -- \| ---------- \| \| 1. \| \| Cecilia Costa Melgarová Kirsten-Andrea Weedonová \| 6 4 \| 6 3 \| \| \| \| 2. \| \| Andrea Kochová-Benvenutová Daniela Schippersová \| 6 1 \| 6 4 \| \| \| \| 3. \| \| Cecilia Costaová Melgarová / Camila Silvaová Daniela Schippersová / Kirsten-Andrea Weedonová \| \| \| \| nehrálo se \| \| \| \| \| \| \| \| \| \| \| \| \| \| \| \| \| \| \| \| \| \| \| \| \| \| \| \| \| \| \| \| \| \| \| \| \| \| \| \| \| |       |                                                                                              |     |           |    |            |
| |       |                                                                                              | 1.  | 2.        | 3. |            |
| 1. |       | Cecilia Costa Melgarová Kirsten-Andrea Weedonová                                             | 6 4 | 6 3       |    |            |
| 2. |       | Andrea Kochová-Benvenutová Daniela Schippersová                                              | 6 1 | 6 4       |    |            |
| 3. |       | Cecilia Costaová Melgarová / Camila Silvaová Daniela Schippersová / Kirsten-Andrea Weedonová |     |           |    | nehrálo se |
| |       |                                                                                              |     |           |    |            |
| |       |                                                                                              |     |           |    |            |
| |       |                                                                                              |     |           |    |            |
| |       |                                                                                              |     |           |    |            |
| |       |                                                                                              |     |           |    |            |

## Zápas o 5. místo
Třetí týmy v pořadí z bloků A a B sehrály zápas o konečné 5. a 6. místo.

### Ekvádor vs. Portoriko
| | Ekvádor | 1 :                                                                                               | 2   | Portoriko |     |  |
| --- | ------- | ------------------------------------------------------------------------------------------------- | --- | --------- | --- |  |
| Club San Javier, Guadalajara, Mexiko 21. dubna 2012 antuka (venku) |         |                                                                                                   |     |           |     |  |
| \| \| \| \| 1. \| 2. \| 3. \| \| \| -- \| \| ------------------------------------------------------------------------------------------------- \| --- \| --- \| --- \| \| \| 1. \| \| Rafaela Gómezová Yolimar Ogandová \| 6 3 \| 2 6 \| 1 6 \| \| \| 2. \| \| Paula Castrová Mónica Puigová \| 1 6 \| 0 6 \| \| \| \| 3. \| \| Paula Castrová / Joselyn Margarita Tréyesová Albarracínová Erica Braschiová / Ana Sofía Corderová \| 1 6 \| 6 3 \| 6 1 \| \| \| \| \| \| \| \| \| \| \| \| \| \| \| \| \| \| \| \| \| \| \| \| \| \| \| \| \| \| \| \| \| \| \| \| \| \| \| \| \| \| |         |                                                                                                   |     |           |     |  |
| |         |                                                                                                   | 1.  | 2.        | 3.  |  |
| 1. |         | Rafaela Gómezová Yolimar Ogandová                                                                 | 6 3 | 2 6       | 1 6 |  |
| 2. |         | Paula Castrová Mónica Puigová                                                                     | 1 6 | 0 6       |     |  |
| 3. |         | Paula Castrová / Joselyn Margarita Tréyesová Albarracínová Erica Braschiová / Ana Sofía Corderová | 1 6 | 6 3       | 6 1 |  |
| |         |                                                                                                   |     |           |     |  |
| |         |                                                                                                   |     |           |     |  |
| |         |                                                                                                   |     |           |     |  |
| |         |                                                                                                   |     |           |     |  |
| |         |                                                                                                   |     |           |     |  |

## Zápas o 7. místo
Čtvrté týmy v pořadí z bloků A a B sehrály zápas o konečné 7. a 8. místo.

### Dominikánská republika vs. Uruguay
| | Dominikánská republika | 1 :                                                                           | 2   | Uruguay |    |  |
| --- | ---------------------- | ----------------------------------------------------------------------------- | --- | ------- | -- |  |
| Club San Javier, Guadalajara, Mexiko 21. dubna 2012 antuka (venku) |                        |                                                                               |     |         |    |  |
| \| \| \| \| 1. \| 2. \| 3. \| \| \| -- \| \| ----------------------------------------------------------------------------- \| --- \| --- \| -- \| \| \| 1. \| \| Karla Portalatínová Sara Quirogaová \| 1 6 \| 0 6 \| \| \| \| 2. \| \| Michelle Marie Valdezová María José Pintosová \| 6 2 \| 6 2 \| \| \| \| 3. \| \| Joëlle Schadová / Michelle Marie Valdezová Sara Quirogaová / Virginia Sadiová \| 4 6 \| 4 6 \| \| \| \| \| \| \| \| \| \| \| \| \| \| \| \| \| \| \| \| \| \| \| \| \| \| \| \| \| \| \| \| \| \| \| \| \| \| \| \| \| \| \| |                        |                                                                               |     |         |    |  |
| |                        |                                                                               | 1.  | 2.      | 3. |  |
| 1. |                        | Karla Portalatínová Sara Quirogaová                                           | 1 6 | 0 6     |    |  |
| 2. |                        | Michelle Marie Valdezová María José Pintosová                                 | 6 2 | 6 2     |    |  |
| 3. |                        | Joëlle Schadová / Michelle Marie Valdezová Sara Quirogaová / Virginia Sadiová | 4 6 | 4 6     |    |  |
| |                        |                                                                               |     |         |    |  |
| |                        |                                                                               |     |         |    |  |
| |                        |                                                                               |     |         |    |  |
| |                        |                                                                               |     |         |    |  |
| |                        |                                                                               |     |         |    |  |

## Konečné pořadí
| Pořadí   | Týmy                   |
| Postup   | Mexiko                 |
| Postup   | Chile                  |
| 3. místo | Trinidad a Tobago      |
| 3. místo | Guatemala              |
| 5. místo | Portoriko              |
| 6. místo | Ekvádor                |
| 7. místo | Uruguay                |
| 8. místo | Dominikánská republika |
| 9. místo | Kostarika              |

Mexiko a Chile postoupily do 1. skupiny Americké zóny pro rok 2013.